# Other
Pour plus de détails, voir Fiche technique et Distribution.
Other est un thriller franco-belge réalisé par David Moreau et sorti en 2025,.

## Fiche technique
Sauf indication contraire, les informations mentionnées dans cette section peuvent être confirmées par les bases de données cinématographiques IMDb et Allociné,  présentes dans la section « Liens externes ».
- Titre original : Other
- Réalisation : David Moreau
- Scénario : David Moreau et Jon Goldman
- Musique : Nathaniel Méchaly
- Décors : Julien Dubourg
- Costumes : Catherine Marchand
- Photographie : Julien Ramirez
- Son : Grégory Lannoy
- Montage : Stéphane Roche
- Casting : Michael Bier
- Assistant-réalisateur : David Baldari
- Production : Clément Miserez, Matthiru Warter
  - Production associée : Bastien Sirodot et Cloé Garbay
- Société de production : Radar Films et UMedia
- Société de distribution : Virginie Films
- Pays de production :  France et  Belgique
- Langue originale : français
- Format : Thriller
- Durée : 95 minutes
- Dates de sortie :
  - France : 9 juillet 2025

## Distribution
- Olga Kurylenko : Alice
- Jean Schatz : La Bête
- Phillip Schurer : Charlie
- Lola Bonaventure : Alice à 17 ans
- Sacha Nugent : le garçon masqué
- Jacqueline Ghaye : Elena à 64 ans
- Ange Nawasadio : Tyrell
- Julie Maes : Julie
- Anne-Pascale Clairembourg : Elena à 43 ans